# Masteria lucifuga
Masteria lucifuga är en spindelart som först beskrevs av Simon 1889.  Masteria lucifuga ingår i släktet Masteria och familjen Dipluridae.
Artens utbredningsområde är Venezuela. Inga underarter finns listade i Catalogue of Life.